# Eugen Batz
Eugen Batz (* 7. Februar 1905 in Velbert; † 12. Oktober 1986 in Wuppertal) war ein deutscher Maler und Fotograf. Batz war ein Schüler des Bauhauses, ein wichtiger Vertreter der abstrakten Malkunst Deutschlands in der Nachkriegszeit und ein bedeutender künstlerischer Fotograf.

## Biografie

### Jugend
Batz wurde Mitglied der Wandervogel-Gruppe Sonnenwinkel und unternahm mit dieser 1923 und 1924 Reisen ins Riesengebirge, nach Bremen, Hamburg, Lübeck, Travemünde und Worpswede.
Von 1925 bis 1927 besuchte er die Handwerker- und Kunstgewerbeschule Elberfeld. Er unternahm Reisen nach Paderborn, Corvey, Holzminden, Hildesheim, Goslar, Halberstadt, Braunschweig, Berlin und Frankfurt (Oder) und malte die ersten Landschaftsgemälde und Porträts. 1928 entstanden seine ersten künstlerischen Fotos von Industrielandschaften und Fabriken, die deutlich von der Fotoästhetik der Neuen Sachlichkeit beeinflusst waren.

### Studium und 1930er Jahre
1929 begann Batz ein Studium am Bauhaus in Dessau. Er besuchte dort den Vorkurs bei Josef Albers und ab 1930 den Reklame-Unterricht bei Joost Schmidt, den Fotografie-Unterricht bei Walter Peterhans, den analytischen Zeichenunterricht bei Wassily Kandinsky und die Freie Malklasse bei Paul Klee, dessen Kunst ihn sehr beeindruckte. Er malte in dieser Zeit seine ersten abstrakten Bilder und hatte am Bauhaus seine erste Einzelausstellung. Im Jahre 1930 nahm er an der Kunstblatt-Ausstellung Künstler im Reich im Reckendorfhaus in Berlin teil.
1931 wechselte Batz an die Kunstakademie Düsseldorf und wurde dort Meisterschüler von Paul Klee. Er freundete sich mit Jankel Adler an. 1932 unternahm er Reisen nach Berlin und an die Ostsee (nach Rügen und Hiddensee). Hier entstanden Aquarelle und abstrakte Radierungen. Sein fotografisches Œuvre der frühen 1930er Jahre oszilliert zwischen neusachlicher „Objektivität“ und den subjektiven Sichtweisen des sog. Neuen Sehens, wie es am Bauhaus u. a. von László Moholy-Nagy praktiziert wurde.
1932 nahm Batz an der Ausstellung Das junge Rheinland in der Villa in der Königsallee in Düsseldorf teil. 1933 reiste er für ein halbes Jahr nach Collioure in Südfrankreich. Er besuchte 1934 Paul Klee in seinem Berner Exil. Er beschäftigte sich mit konstruktiven Bildkompositionen mit und mit abstrahierten Figurendarstellungen. Im Jahr 1935 besuchte er für drei Monate Bern und bereiste danach die Schweiz und Italien.

### Nachkriegszeit
Nach dem Zweiten Weltkrieg nahm er 1946 an den Ausstellungen Neue Graphik aus West- und Süddeutschland in Berlin und Existentielle Kunst in Köln teil.
1947 wurde Batz Mitglied der Donnerstag-Gesellschaft in Alfter bei Bonn, die sich zur Aufgabe machte, eine Wiederbelebung des kulturellen Geschehens nach der nationalsozialistischen Unterdrückung im Rheinland voranzubringen. (Zusammen mit Hubert Berke, Joseph Fassbender, Georg Meistermann und Hann Trier, Wilhelm Hack, Josef Haubrich, Hermann Schnitzler und Toni Feldenkirchen).
1953 bereiste er erneut Collioure. Von 1954 bis 1962 malte Batz im Stil des Informel. 1957 und 1958 bereiste er erneut Italien. Im Jahr 1959 nahm er an der II. documenta in Kassel teil.
In den 1960er Jahren bereiste Batz mehrfach Italien und Frankreich, in den siebziger Jahren Griechenland und die Türkei und ab Ende der 1970er Jahre bis ein Jahr vor seinem Tod immer wieder Tunesien. Neben Ölgemälden entstanden zahllose Aquarelle und ein umfangreicher Korpus fotografischer Arbeiten, die zum Teil der Bildauffassung des Informel verpflichtet sind.

## Ausstellungen
(Auswahl)
- 1948 Einzelausstellungen in Münster, Witten, Köln; zum Tag der abstrakten Kunst auf Schloß Alfter bei Bonn / Rheinische Kunst, gestern und heute im Kunstverein Braunschweig / Moderne deutsche Kunst seit 1933 in der Kunsthalle Bern / Gruppe 1945 im Märkische Museum in Witten/Ruhr / Progressive Malerei und Zeitgenössische Graphik und Plastik in der Galerie Hella Nebelung in Düsseldorf
- 1948 Einzelausstellungen in der Galerie Otto Ralf in Braunschweig (zusammen mit Hubert Berke, Joseph Fassbender und Hann Trier), Galerie Dr. Werner Rusche in Köln (zusammen mit Willi Baumeister, Hubert Berke, Joseph Fassbender, Georg Meistermann und Hann Trier) / Ausstellung Westdeutscher Künstlerbund im Karl Ernst Osthaus-Museum Hagen / Neue Rheinische Sezession im Ehrenhof Düsseldorf
- 1949 Einzelausstellung in Wuppertal / Westdeutscher Künstlerbund im Karl Ernst Osthaus-Museum in Hagen / Deutsche Malerei und Plastik der Gegenwart in Köln / Westdeutsche Graphik der Gegenwart in Soest / Rheinische Maler und Bildhauer in Dortmund
- 1950 Der antike Mythos in der neuen Kunst in der Kestner-Gesellschaft Hannover / Neue Rheinische Sezession in der Kunsthalle Düsseldorf und München
- 1951 Deutsche Graphik im Stedelijk Museum Amsterdam / Kunstkabinett K. H. Horemans, Augurium in Antwerpen / Neue Rheinische Sezession Kunstverein in der Kunsthalle Düsseldorf / Westdeutsche und Berliner Maler in Berlin
- 1952 Neue Rheinische Sezession in Köln
- 1953 Kunst am Rhein in Wiesbaden
- 1954 Internationale Sezession in Leverkusen und Baden-Baden
- 1955 Neue Rheinische Sezession mit Sonderschau zu seinem 50. Geburtstag in Krefeld / Einzelausstellung Radierungen in Kranenburg
- 1958 Einzelausstellung in Wuppertal / Von Dürer bis Picasso. Meistergraphik in der Kunsthalle Bremen / Moderne deutsche Graphik in Duisburg
- 1959 Einzelausstellung in der Galerie Günther Franke in München / Deutsche Kunst 1959/I in Baden-Baden / Teilnehmer der documenta II in Kassel
- 1960 Einzelausstellung im Studio für Neue Kunst, Kunst- und Museumsverein, Städtisches Museum, Wuppertal und in der Städtischen Galerie, Haus Coburg, Delmenhorst / Jahresschau Bergischer Künstler in Wuppertal / Arte alemã desde 1945 im Museu de Arte Moderne in Rio de Janeiro / The question of the future in der Wittenborn Gallery in New York
- 1961 Einzelausstellungen Aquarelle, Gemälde, Zeichnungen: Kölnischer Kunstverein, Köln / Ölbilder, Aquarelle, Zeichnungen in der Galerie Günther Franke in München / Bauhaus II. Generation in der Galerie Suzanne Bollag in Zürich / 21st International Watercolor Biennial im Brooklyn Museum, New York / Grosse Düsseldorfer Kunstausstellung im Kunstpalast, Düsseldorf
- 1962 Jahresschau Bergischer Künstler: Von der Heydt-Museum, Wuppertal.
- 1964 Einzelausstellung Wandlungen bildnerischer Formelemente. Entwicklungsreihen aus dem Werk von Eugen Batz und Fritz Levedag, Bauhaus-Archiv, Ernst Ludwig-Haus, Darmstadt / I. Internationale der Zeichnung Mathildenhöhe in Darmstadt
- 1965 Einzelausstellung Gemälde, Aquarelle, Zeichnungen, Radierunge: Kunst- und Museumsverein, Wuppertal
- 1966 Kunst an der Wupper 1919–1933: Kunst- und Museumsverein, Wuppertal; Westdeutscher Künstlerbund: Karl Ernst Osthaus-Museum, Hagen; und Jahresschau Bergischer Künstler: Von der Heydt-Museum, Wuppertal
- 1968 50 jahre bauhaus im Württembergischen Stuttgart (auch in London, Amsterdam, Paris, Pasadena, Chicago, Toronto, Buenos Aires, Tokio) / Westdeutscher Künstlerbund im Karl Ernst Osthaus-Museum und Rathaus von Hagen
- 1969 Neue Rheinische Sezession in der Städtischen Kunsthalle Düsseldorf
- 1973 Alternativen. Malerei um 1945–1950 im Von der Heydt-Museum Wuppertal
- 1974 Einzelausstellung Fotos 1928–1972 im Von der Heydt-Museum Wuppertal
- 1975 Einzelausstellung Gemälde und Aquarelle im Von der Heydt-Museum in Wuppertal.
- 1976 Einzelausstellung Aquarelle und Radierungen 1932–1935 in der Galerie Günter Fuchs in Düsseldorf.
- 1977 Einzelausstellungen Fotografien in der Galerie 61 in Velbert und Aquarelle und Fotos aus Tunesien in der Galerie Günther Fuchs in Düsseldorf.
- 1978 Einzelausstellung Retrospektive 1928–1978 in Velbert-Neviges/ Das experimentelle Foto in Deutschland 1918–1940 in der Galleria del Levante in München / Zwischen Widerstand und Anpassung. Kunst in Deutschland 1933–1945 Akademie der Künste Berlin / Lyrische Abstraktion in Germany 1934–1960 in der Galerie Günter Fuchs in Düsseldorf / Vor 30 Jahren im Kölnischen Kunstverein
- 1979 Einzelausstellung Gesamtwerk in Ravensburg / Junge Maler am Bauhaus, Galleria del Levante in München.
- 1980 Einzelausstellungen Gemälde und Zeichnungen in Delmenhorst / Fotografien: Architekturen aus Tunesien in Velbert-Neviges / Aquarelle aus Griechenland (1977) und Gouachen aus der Schweiz (1963) in der Galerie Günter Fuchs in Düsseldorf / Aquarelle: im Kunstverein Heidenheim an der Brenz, Fotografien in der Stadtbibliothek Wuppertal / Aquarelle im Kunstverein Marburg / Aquarelle und Gouachen 1932–1980 im Kreismuseum Zons / Malerei von 1929 bis 1980 in der Galerie Apfelbaum in Karlsruhe / Bauhaus – 2. Generation in der Galerie Claus Lincke in Düsseldorf.
- 1981 Einzelausstellungen Fotografien 1970–1981 im Bauhaus-Archiv, Berlin und Aquarelle im Kunstforum Heilbronn
- 1982 Einzelausstellungen Watercolours & Etchings in der Gallery Jutta Radicke, McLean, Virginia / Ölbilder und Aquarelle in der Galerie W, Wuppertal / Art Society of the International Monetary Fund in Washington, D. C. / Aquarelle in der Galerie Günter Fuchs in Düsseldorf. / Kandinsky-Unterricht am Bauhaus in der Galerie im Kunstverlag in Weingarten
- 1983 Einzelausstellungen Radierungen im Klingspor-Museum in Offenbach am Main und Gemälde im Kreismuseum Zons / Bauhaus-Photographie im Musée Réattu Arles / Künstler des Bauhauses in der Galerie im Kunstverlag Weingarten / Kandinsky: Russian and Bauhaus Years 1915–1933 im Solomon R. Guggenheim Museum New York City
- 1984 Einzelausstellung in der Galerie Döbele Ravensburg und in der Kunsthalle Bremerhaven / Bauhaus-Photographie im Musée d’Art Moderne de la ville de Paris
- 1985 Einzelausstellungen in der Galerie Döbele in Stuttgart und in der Galerie Scheffel in Bad Homburg vor der Höhe
- 1990 Ausstellung Solinger Kunstverein
- 2005 Werkschau zum 100. Geburtstag, Von der Heydt-Museum Wuppertal, Kunsthalle Barmen
- 2007 Ausstellung der Stiftung der Sparda-Bank West in der WGZ BANK, Düsseldorf
- 2008 Eugen Batz. Ein Bauhaus-Künstler fotografiert, Galerie Epikur Wuppertal, Wuppertal
- 2008 Fotografien 1928-1978 / Von der Bauhaus- bis zur Tunesienzeit, galerie molitoris, Hamburg
- 2023 Sammelausstellung Säulen der Moderne, Galerie & Edition Bode, Nürnberg

## Nachlass
Der künstlerische Nachlass von Eugen Batz befindet sich seit 2006 in der Obhut der Stiftung Kunst, Kultur und Soziales der Sparda-Bank West, sein schriftlicher Nachlass wird im Rheinischen Archiv für Künstlernachlässe in Bonn verwaltet.